# Šarūnas Marčiulionis
Raimondas Šarūnas Marčiulionis (pronunciaciónⓘ; Kaunas, 13 de junio de 1964) es un exjugador de baloncesto lituano que jugó en la liga soviética y, posteriormente, durante 7 temporadas en la NBA, siendo uno de los primeros jugadores europeos en hacerlo con regularidad. Comenzó su carrera en el Statyba Vilnius de su país, llegando a ganar la medalla de oro en los Juegos Olímpicos de Seúl 1988 con la selección de la Unión Soviética.

## Trayectoria deportiva

### Europa
De pequeño destacó como jugador de tenis, llegando a ser campeón de Lituania, pero tras un accidente que le dejó ciego durante un mes decidió cambiar de deporte y jugar al baloncesto. El principal equipo de su ciudad natal y del país, el Žalgiris Kaunas, no se interesó en él y se mudó a la capital, Vilna, para estudiar periodismo. Una vez allí, en 1981 fichó por el Statyba Vilnius, que disputaba la primera división soviética. Allí permaneció hasta el año 1989, con excepción de unas semanas cedido al Žalgiris Kaunas en 1987 para disputar el Campeonato Mundial de Clubes de Baloncesto. Transcurrida la etapa lituana, decide dar el salto a la NBA, siendo el primer jugador de su país en hacerlo.

#### Selección nacional
A pesar de estar en la órbita de la selección de la URSS desde su época junior, no debutó con la absoluta hasta el Eurobasket 87 disputado en Grecia, donde su impacto fue inmediato y se convirtió en uno de los mejores bases del continente. Al año siguiente fue uno de los jugadores más destacados del equipo que logró la medalla de oro en los Juegos Olímpicos de Seúl 1988. Cerró su participación con la selección soviética consiguiendo la medalla de bronce en el Eurobasket 89. Tras la desintegración de la URSS jugó con la selección de Lituania, con la que ganó el bronce en los Juegos Olímpicos de Barcelona 1992 y Atlanta 1996, además de una nueva medalla de plata en el Eurobasket 95.

### NBA
Fue elegido por los Golden State Warriors en la sexta ronda del Draft de la NBA de 1987, quienes tuvieron que esperar dos años para que se incorporase al equipo, en la temporada 1989-90. Allí jugó durante cuatro temporadas, siendo finalista en dos ocasiones al premio del Mejor Sexto Hombre de la NBA, en 1991 y 1992, premio que finalmente sería para el alemán Detlef Schrempf de los Sonics. Ese año del 92 fue el mejor de su carrera, tras promediar 18,9 puntos y 3,4 asistencias por partido.
Tras perderse un año completo de competición a causa de una grave lesión en la rodilla, fue traspasado a Seattle Supersonics, donde su nivel de juego bajó ostensiblemente. Al año siguiente fue traspasado a Sacramento Kings, finalizando su carrera en la NBA en los Denver Nuggets, en la temporada 1996-97. En el total de su carrera en Estados Unidos promedió 12,8 puntos, 2,3 rebotes y 2,2 asistencias.

## Estadísticas de su carrera en la NBA

### Temporada regular
| Año     | Equipo       | PJ  | PT | MPP  | %TC  | %3P  | %TL  | RPP | APP | ROB | TPP | PPP  |
| ------- | ------------ | --- | -- | ---- | ---- | ---- | ---- | --- | --- | --- | --- | ---- |
| 1989-90 | Golden State | 75  | 3  | 22.6 | .519 | .256 | .787 | 2.9 | 1.6 | 1.3 | .1  | 12.1 |
| 1990-91 | Golden State | 50  | 10 | 19.7 | .501 | .167 | .724 | 2.4 | 1.7 | 1.2 | .1  | 10.9 |
| 1991-92 | Golden State | 72  | 5  | 29.4 | .538 | .300 | .788 | 2.9 | 3.4 | 1.6 | .1  | 18.9 |
| 1992-93 | Golden State | 30  | 8  | 27.9 | .543 | .200 | .761 | 3.2 | 3.5 | .8  | .1  | 17.4 |
| 1994-95 | Seattle      | 66  | 4  | 18.1 | .473 | .402 | .732 | 1.0 | 1.7 | 1.0 | .0  | 9.3  |
| 1995-96 | Sacramento   | 53  | 0  | 19.6 | .452 | .408 | .775 | 1.5 | 1.0 | 1.3 | .1  | 10.8 |
| 1996-97 | Denver       | 17  | 0  | 15.0 | .376 | .367 | .806 | 1.8 | 1.5 | .7  | .1  | 6.8  |
| Total   | Total        | 363 | 30 | 22.4 | .505 | .369 | .768 | 2.3 | 2.2 | 1.3 | .1  | 12.8 |

### Playoffs
| Año   | Equipo       | PJ | PT | MPP  | %TC  | %3P  | %TL  | RPP | APP | ROB | TPP | PPP  |
| ----- | ------------ | -- | -- | ---- | ---- | ---- | ---- | --- | --- | --- | --- | ---- |
| 1991  | Golden State | 9  | 0  | 22.9 | .500 | .000 | .897 | 2.6 | 3.0 | 1.2 | .1  | 13.2 |
| 1992  | Golden State | 4  | 0  | 33.3 | .532 | .500 | .829 | 2.3 | 5.0 | .8  | .3  | 21.3 |
| 1996  | Sacramento   | 4  | 0  | 25.3 | .276 | .222 | .600 | 1.8 | 3.5 | 2.5 | .0  | 7.3  |
| Total | Total        | 17 | 0  | 25.9 | .469 | .238 | .821 | 2.3 | 3.6 | 1.4 | .1  | 13.7 |

## Vida personal
Tiene un primo llamado Kestutis Marciulionis que jugó en el baloncesto español, en el Basquet Inca balear.
Fundó el Hotel Sarunas en la ciudad de Vilna, la capital de Lituania.
Se ganó el reconocimiento y el cariño de la afición de San Francisco cuando siendo jugador de los Warriors ayudó en las labores de salvamento del terremoto que sacudió aquella ciudad el 17 de octubre de 1989, de 6.9 grados en la escala Richter, y donde murieron 67 personas.
Fundó en 1993 la Liga de baloncesto de Lituania, de la cual llegó a ser presidente. En 1999 creó la Liga de Baloncesto del Norte de Europa (NEBL), la cual sería posteriormente absorbida por la actual Liga de Baloncesto del Báltico.
Cuando Lituania consiguió la independencia, en 1990, fue el principal impulsor para crear una selección nacional competitiva, llamando a amigos y buscando patrocinadores y proveedores, consiguiendo en su primera competición, los Juegos Olímpicos de Barcelona, la medalla de bronce.